# Bill & Ted's Excellent Adventures (seriál, 1990)
Bill & Ted's Excellent Adventures je animovaný televizní seriál z roku 1990, který vznikl jako spin-off filmu Skvělé dobrodružství Billa a Teda z roku 1989. Sleduje hlavní postavy, dva poněkud hloupé dospívající muzikanty Billa a Teda, které navštíví Rufus, muž z budoucnosti, jenž potřebuje, aby úspěšně odmaturovali, protože mají založit rockovou kapelu, která inspiruje lidi v budoucnosti. Cestují tedy do různých historických období a zajišťují, aby se historie odehrála tak, jak má – nebo alespoň přibližně.

## Přehled
První sérii animovaného seriálu produkovala společnost Hanna-Barbera a vysílala ji stanice CBS v roce 1990. Hlavní role si zopakovali Keanu Reeves, Alex Winter, George Carlin a Bernie Casey ze stejnojmenného filmu.
Ve druhé sezóně v roce 1991 se seriál přesunul k jiné produkční společnosti a na jinou stanici – nově ho vysílala stanice Fox Kids a produkovala ho společnost DIC Animation City. Jelikož Fox zároveň připravoval i hraný seriál se stejným názvem, obsazení bylo nahrazeno. Novými hlasy Billa a Teda se stali Evan Richards a Christopher Kennedy, kteří tyto postavy později ztvárnili také ve stejnojmenném hraném seriálu z roku 1992. Nové epizody představily telefonní budku „Squint“, která mohla Billa a Teda přenést do literárních děl, televizních pořadů a (po zmenšení) i do lidského těla. Seriál si však nenašel své publikum a po této sérii byl zrušen.

## Obsazení

### Verze Hanna-Barbera (1990)
- Alex Winter jako Bill S. Preston, Esq.
- Keanu Reeves jako Ted „Theodore“ Logan
- George Carlin jako Rufus
- Bernie Casey jako pan Ryan
- Danny Cooksey jako Deacon Logan
- Peter Renaday jako detektiv Logan

#### Další hlasy:
- Joe Alaskey
- Ken Berry
- Roscoe Lee Browne
- Hamilton Camp
- Nancy Cartwright
- Brian Cummings
- Keene Curtis
- Jennifer Darling
- Jeannie Elias
- Bernard Erhard
- Pat Fraley
- Dick Gautier
- Joan Gerber
- Ernest Harada
- Phil Hartman
- Dana Hill
- Robert Ito
- Arte Johnson
- Vicki Juditz
- Zale Kessler
- Maurice LaMarche
- Lu Leonard
- Page Leong
- Sherry Lynn
- Little Richard –⁠⁠⁠⁠⁠⁠ sám sebe
- Dave Madden
- Kenneth Mars
- Tress MacNeille
- Scott Menville
- Rob Paulsen
- Henry Polic II
- Clive Revill
- Mandy Cumbie
- Bob Ridgely
- Kimmy Robertson –⁠⁠⁠⁠⁠⁠ Missy Preston, Neferiti, různé
- William Schallert
- Kath Soucie
- Jeffrey Tambor
- Susan Tolsky
- B.J. Ward
- Jonathan Winters
- Anderson Wong

### Verze DIC (1991)
- Evan Richards jako Bill S. Preston, Esq.
- Christopher Kennedy jako Ted „Theodore“ Logan
- Rick Overton jako Rufus

#### Další hlasy:
- Susan Boyd
- Tara Strong – Mary Jane (v titulcích jako Tara Charendoff)
- Alyson Court
- Paulina Gillis
- Elizabeth Hanna
- Terri Hawkes
- Dan Hennessey[5]
- Hadley Kay
- Don Lake
- Marilyn Lightstone
- Judy Marshak
- Tracey Moore
- Greg Morton
- Wayne Robson
- Susan Roman
- Andrew Sabiston
- Stuart Stone
- Greg Swanson
- Louise Vallance
- Marlow Vella
- Matthew Walker

## Epizody

### Série 1 (1990)
| 1 | 1  | One Sweet & Sour Chinese Adventure – to Go         | John Loy a John Ludin     | 15. září 1990      |
| Bill a Ted hrají hlasitou rockovou hudbu a omylem rozbijí čínskou vázu. Aby se vyhnuli potížím, použijí svou telefonní budku, která funguje jako stroj času, a vydají se najít náhradu do starověké Číny, kde se také setkají se slavným italským cestovatelem Markem Polem.                                                                                                  |    |                                                    |                           |                    |
| 2 | 2  | The Birth of Rock & Roll or Too Hip for the Womb   | John Loy a John Ludin     | 22. září 1990      |
| Bill a Ted propadají z hudební výchovy a dostanou úkol o klasické hudbě. Při jeho plnění potkají hudební osobnosti jako Wolfgang Amadeus Mozart a Little Richard. Zároveň si znepřátelí nejslavnějšího lučištníka historie – Viléma Tella. |    |                                                    |                           |                    |
| 3 | 3  | A Most Excellent Roman Holiday                     | Wayne Kaatz a Gordon Kent | 29. září 1990      |
| Kluci mají hodinu latiny a dostanou úkol o vzácné starořímské minci. Vydají se do Latinské Ameriky roku 1450 a do Říma roku 44 př. n. l., kde také zachrání Julia Caesara před atentátem. |    |                                                    |                           |                    |
| 4 | 4  | Model 'T' for Ted                                  | Rowby Goren               | 6. října 1990      |
| Ted má lekce řízení v policejním autě svého otce. Později si s Billem půjčí „Modrou Betty“, aby si jeli koupit nové CD skupiny Iron Maiden, ale auto nabourají. Rozhodnou se tedy vydat do minulosti pro pomoc a mimo jiné vylepší první oslavu Díkůvzdání, potkají piráty, mořeplavce jako sira Francise Drakea, automobilového průkopníka Henryho Forda a bratry Wrightovy. |    |                                                    |                           |                    |
| 5 | 5  | The More Heinous They are, the Harder They Fall    | Mary Jo Ludin             | 20. října 1990     |
| Bill a Ted hledají pořádného rváče, který by se vypořádal se šikanou na škole Deacona. Zkusí Jindřicha VIII., cara Ivana Hrozného, pistolnici Calamity Jane a patriota Paula Revereho. Pomůžou spustit Americkou revoluci, odstartují Bostonské pití čaje, pomohou Benjaminu Franklinovi objevit elektřinu a podepsat Deklaraci nezávislosti.                                 |    |                                                    |                           |                    |
| 6 | 6  | Birds of A Feather Stick to the Roof of Your Mouth | Sharman DiVono            | 27. října 1990     |
| Dvojice hlídá dům výstředního cestovatele pana Sticklera, jehož kočka sní nejcennější poklad – vzácného ptáka jménem „Princ Ruprecht III.“. Kluci hledají náhradu a přitom pomohou polárnímu badateli Richardu E. Byrdovi přeletět Jižní pól, postaví nos Sfinze a pomohou panu Henry Mortonovi Stanleymu najít Dr. Davida Livingstona.                                       |    |                                                    |                           |                    |
| 7 | 7  | A Black Night in San Dimas                         | Rowby Goren               | 3. listopadu 1990  |
| Učitelka matematiky slečna Spleenová už má Billa a Teda dost a chce je vyhodit, pokud nedoženou domácí úkoly. Aby zaplnili publikum na svém koncertu, vydají se za starými známými Joannou a Elizabeth do 15. století, ale skončí na křížových výpravách s muslimským vůdcem Saladinem.                                                                                       |    |                                                    |                           |                    |
| 8 | 8  | Pocket Watch Full of Miracles                      | Doug Molitor              | 10. listopadu 1990 |
| Jsou narozeniny pana Prestona a kluci chtějí získat dárek – kapesní hodinky. Místo toho přivezou hodinky od pana Prestona, lidového hrdiny Johna Henryho, švýcarského generála Hannibala a indické císařovny, královny Viktorie. |    |                                                    |                           |                    |
| 9 | 9  | This Babe Ruth "BABE" is A DUDE, Dude              | Sean Roche                | 24. listopadu 1990 |
| Kluci dostanou školní trest během oběda a omylem smyjí podpis z baseballového míčku trenéra Sweatsocka, což je přivede k setkání s Babe Ruthem, Harriet Tubmanovou a slavným upírem Drákulou. |    |                                                    |                           |                    |
| 10 | 10 | When the Going Gets Tough Bill & Ted are History   | Paul Dini                 | 1. prosince 1990   |
| Bill a Ted jsou otrávení, že po čtvrtém koncertě nikdo netleská, a kapelu rozpustí. Tím naruší tok času, Rufus se začne omlazovat a kluci potkají vynálezce Thomase Edisona, Leonarda da Vinci, chemika Josepha Priestleyho a mořeplavce Kryštofa Kolumb. |    |                                                    |                           |                    |
| 11 | 11 | Never the Twain Shall Meet                         | Jim Thut                  | 8. prosince 1990   |
| Kluci musí na Den kariéry najít inspirativní osobnost. Potkají dramatika Williama Shakespeara, zlatokopa Johna Suttera a amerického spisovatele Marka Twaina. |    |                                                    |                           |                    |
| 12 | 12 | A Job, a Job – My Kingdom for a Job                | Sean Roche                | 15. prosince 1990  |
| Bill a Ted si hledají práci. Pečou dort pro Marii Antoinettu, pomáhají španělskému cestovateli Juanu de Oñate najít Ztracené ulaté město, pomáhají Lucrezii Borgii a skládají haiku s básníkem Macuem Bašó. |    |                                                    |                           |                    |
| 13 | 13 | A Grimm Story of an Overdue Book                   | Rowby Goren               | 22. prosince 1990  |
| Ted je na seznamu „nejhledanějších“ knihovny za nevrácení pohádky bratří Grimmů. Spolu s Billem cestuje časem, aby ji našli, a potkají samotné bratry Grimmovy, George Washingtona, Davyho Crocketta a Lady Godivu. |    |                                                    |                           |                    |

### Série 2 (1991)
V této sezóně se objevily historické postavy jako Giacomo Casanova, Elvis Presley, Theodorich a Martin Luther.
| 14 | 1 | Now Museum, Now You Don't                         | Doug Molitor                                                              | 14. září 1991      |
| Kluci ulomí ruce soše Venuše Mélské a probodnou díru do Mona Lisy. |   |                                                   |                                                                           |                    |
| 15 | 2 | The Totally Gross Anatomy of a Gym Teacher        | Rowby Goren                                                               | 21. září 1991      |
| Získají nový telefonní seznam, ale zapomenou vytočit jedničku a omylem se zmenší, zatímco se snaží pomoci tělocvikáři zhubnout. Začíná dobrodružství jako z filmu „Vnitřní vesmír“.                              |   |                                                   |                                                                           |                    |
| 16 | 3 | The Star Strangled Banner                         | Jim Aitken                                                                | 28. září 1991      |
| Missyina verze státní hymny by mohla odsunout kapelu Wyld Stallyns o 14 let zpět, takže se vydají do minulosti, aby tomu zabránili.                                                                              |   |                                                   |                                                                           |                    |
| 17 | 4 | Leave it to Bill and Ted                          | Ellis Weiner                                                              | 5. října 1991      |
| Kluci využijí nové funkce telefonní budky a navštíví smyšlený svět seriálu „Leave it to Badger“. |   |                                                   |                                                                           |                    |
| 18 | 5 | Goodbye, Columbus... and America                  | Perry Martin                                                              | 12. října 1991     |
| Bill a Ted jsou otrávení domácími pracemi a rozhodnou se odplout na plavbu, ale místo toho dorazí do „Nového světa“ a nechtěně přepíšou historii.                                                                |   |                                                   |                                                                           |                    |
| 19 | 6 | It's a Bogus Day in the Neighborhood              | Alicia Marie Schudt                                                       | 26. října 1991     |
| Deacon je nemocný a sleduje „Thunder Slugs“, což se Billovi a Tedovi nelíbí, a tak mu představí bytový dům pana Radishe. Zjistí, že se pan Radish chystá odejít do důchodu a snaží se ho přesvědčit, aby zůstal. |   |                                                   |                                                                           |                    |
| 20 | 7 | Bill and Ted's Excellent Adventure in Babysitting | Příběh: Phil Harnage, Judy Rothman a Barbara Slade Telehra: Barbara Slade | 2. listopadu 1991  |
| Tedova kytara se roztaví, čímž ohrozí budoucnost. Bill a Ted musí najít novou před soutěží kapel. |   |                                                   |                                                                           |                    |
| 21 | 8 | The Apple Doesn't Fall Far from the Phone Booth   | Kati Rocky                                                                | 16. listopadu 1991 |
| Tedův otec chce, aby šel do vojenské školy. Kluci se vydají do minulosti učit se disciplíně od Tedova otce, aby změnili jeho názor.                                                                              |   |                                                   |                                                                           |                    |

## Domácí média
První epizoda první série byla vydána jako bonusový materiál v DVD box setu Bill & Ted's Most Excellent Collection a také na Blu-ray vydání filmu Skvělé dobrodružství Billa a Teda.
V roce 2013 společnost TGG Direct, LLC (na základě licence od MGM Home Entertainment) vydala dvoudiskové DVD Best of. První disk obsahuje osm epizod z první série, zatímco druhý disk obsahuje celou druhou sérii. Nejprve bylo DVD exkluzivně k dostání v řetězci Wal-Mart, ale nyní je dostupné po celých Spojených státech amerických.